# Tipula (Tipula) subcunctans
Tipula (Tipula) subcunctans is een tweevleugelige uit de familie langpootmuggen (Tipulidae). De soort komt voor in het Palearctisch gebied.

## Kenmerken
- De ogen staan ver uit elkaar (de onderzijde miniaal de helft van de breedte van het rostrum of meer)
- De antennes bestaan uit 13 segmenten.
- Mannetjes hebben binnenklauwen met een knop die een kleine wrat aan de voorzijde draagt
- Vrouwtjes heben vleugels die net tot het einde van de abdomen rijken.